# Bangkok Glass Volleyball Club
O  Bangkok Glass Volleyball Club  (Tailandês: สโมสรวอลเลย์บอลบางกอกกล๊าส) é  um time tailandes de voleibol indoor feminino da cidade de Banguecoque, filiado a Associação de Voleibol da Tailândia e que compete atualmente na Liga A Tailandesa, ou seja, na elite nacional .No ano de 2014, a gestão do Bangkok Glass Football Club Sport Company Limited com o objetivo de desenvolver-se em todas as modalidade, no caso o voleibol, fundou o clube em julho de 2014, disputando inicialmente a Pro Challenge  (segunda divisão), de forma invicta alcançou o título e a promoção para Liga A Tailandesa 2014-15 (divisão especial), e nesta disputou suas partidas no BG Sport Hall na época com capacidade 2 250 espectadores conquistou seu primeiro título nacional qualificando-se para o Campeonato Asiático de Clubes de 2015 e também para a Superliga Thai-Denmark (equivalente a Copa da Tailândia) de 2015 e conquistou de forma invicta e alcançou a medalha de ouro no referido Campeonato Asiático de Clubes de 2015 em Hà Nam e qualificou-se para edição do Mundial Clubes de 2016,sagrou-se bicampeão da Copa da Tailândia de 2016.

## Resultados obtidos nas principais competições

### Títulos conquistados
- Campeonato Asiático de Clubes:2015
- Campeonato Asiático de Clubes:2016
- Liga A Tailandesa: 2014-15 e 2015-16
- Copa da Tailândia: 2015 e 2016
- Pro Challenge (Liga B Tailandesa): 2014